# Tritarra
Una tritarra es una guitarra experimental inventada en 2003 por Samuel Gaudet y Claude Gauthier de la Universidad de Moncton, perteneciente a la familia de instrumentos de cuerda, la cual usa cuerdas con forma de 'Y' en vez de cuerdas simples. Estas producen sonidos que son armónicos múltiplos de enteros -como la mayoría de los instrumentos de cuerda clásicos- como anarmónicos como los producidos por instrumentos de percusión. Las cuerdas en Y crean, cuando son afinadas correctamente, patrones de Chladni. Gaudet sostiene que ello permite un abanico de posibilidades mayor (aunque este valor de mayores posibilidades es cuestionado). El modelo usa 6 cuerdas y estuvo disponible por un corto período de tiempo.
Los efectos de sonido logrados son similares a los que pueden obtenerse con la técnica de la guitarra de tres puentes.[cita requerida]